# طاقة وضع مرونية
طاقة الوضع المرونية أو طاقة الوضع المروني أو طاقة المرونة الكامنة أو الطاقة الكامنة المرونية هي طاقة وضع يحتملها الجسم المادي المرن عند تغيير وضعه في الأصل بضغطه أو تمديده. كتابة :شيماء ابو غليون واقول :مرحبا يا اصدقاء ويكيبيديا يجب ان تعلمو من اكون
- تدوين إنجليزي: Ue = kx2 / 2
- تدوين فرنسي: Epe = kx2 / 2